# Verkehrsgeschwindigkeit
Die (räumlich gemittelte) Verkehrsgeschwindigkeit gibt die Geschwindigkeit der Verkehrselemente (z. B. Fahrzeuge) an, die sich auf einem Streckenabschnitt einer bestimmten Länge befinden. Sie wird von der über die Zeit gemittelten Geschwindigkeit unterschieden.

## Verwandte Größen
Die Verkehrsgeschwindigkeit kann aus anderen verkehrswissenschaftlichen Größen abgeleitet werden. So ergibt sie sich aus der Division von Verkehrsdichte durch Verkehrsarbeit. Umgekehrt dient sie dazu, eine der beiden Größen aus der anderen zu berechnen bzw. aus dem Produkt von Verkehrsgeschwindigkeit und Verkehrsmenge die Verkehrsleistung zu ermitteln.

## Beispiele
- räumliches Geschwindigkeitsmittel:

Wenn sich auf einem Kilometer Autobahn 40 Fahrzeuge befinden, so wird das Mittel ihrer Geschwindigkeit als räumlich gemittelte Verkehrsgeschwindigkeit bezeichnet.
- zeitliches Geschwindigkeitsmittel:

Wenn in fünf Minuten zehn Fahrzeuge einen Detektor auf einer Autobahn überfahren, wird das Mittel ihrer Geschwindigkeit als zeitliches Geschwindigkeitsmittel bezeichnet.
- Unterscheidung der Geschwindigkeitsmittel:

Wenn zwei Fahrzeuge stets im Kreis fahren, eines mit einer Geschwindigkeit v1=100 km/h und das andere mit der Geschwindigkeit v2=0 km/h, so beträgt das räumliche Geschwindigkeitsmittel 50 km/h (es befinden sich beide Fahrzeuge auf dem Streckenabschnitt) und das zeitliche Geschwindigkeitsmittel 100 km/h (das Fahrzeug mit der Geschwindigkeit 0 km/h passiert nie den Detektor, wird also nicht gemessen und somit auch bei der Mittelwertbildung nicht berücksichtigt).